# Dołubowo
Dołubowo ([dɔwuˈbɔvɔ]) est un village polonais de la gmina de Dziadkowice dans le powiat de Siemiatycze et dans la voïvodie de Podlachie. Il se situe à environ 22 kilomètres au nord de Siemiatycze et à 59 kilomètres au sud de Bialystok.
Le village compte 393 habitants.

## Source
- (en) Cet article est partiellement ou en totalité issu de l’article de Wikipédia en anglais intitulé « Dołubowo » (voir la liste des auteurs).